# 1945年南斯拉夫议会选举
1945年南斯拉夫议会选举于1945年11月11日在民主联邦南斯拉夫举行。由于遭受反对派抵制，本次选举只有由南斯拉夫共产党主导的南斯拉夫人民阵线参加。本次选举的投票率为88.57%，人民阵线的得票率高达90.48%。时任南斯拉夫总理约瑟普·布罗兹·铁托成功连任。

## 选举制度

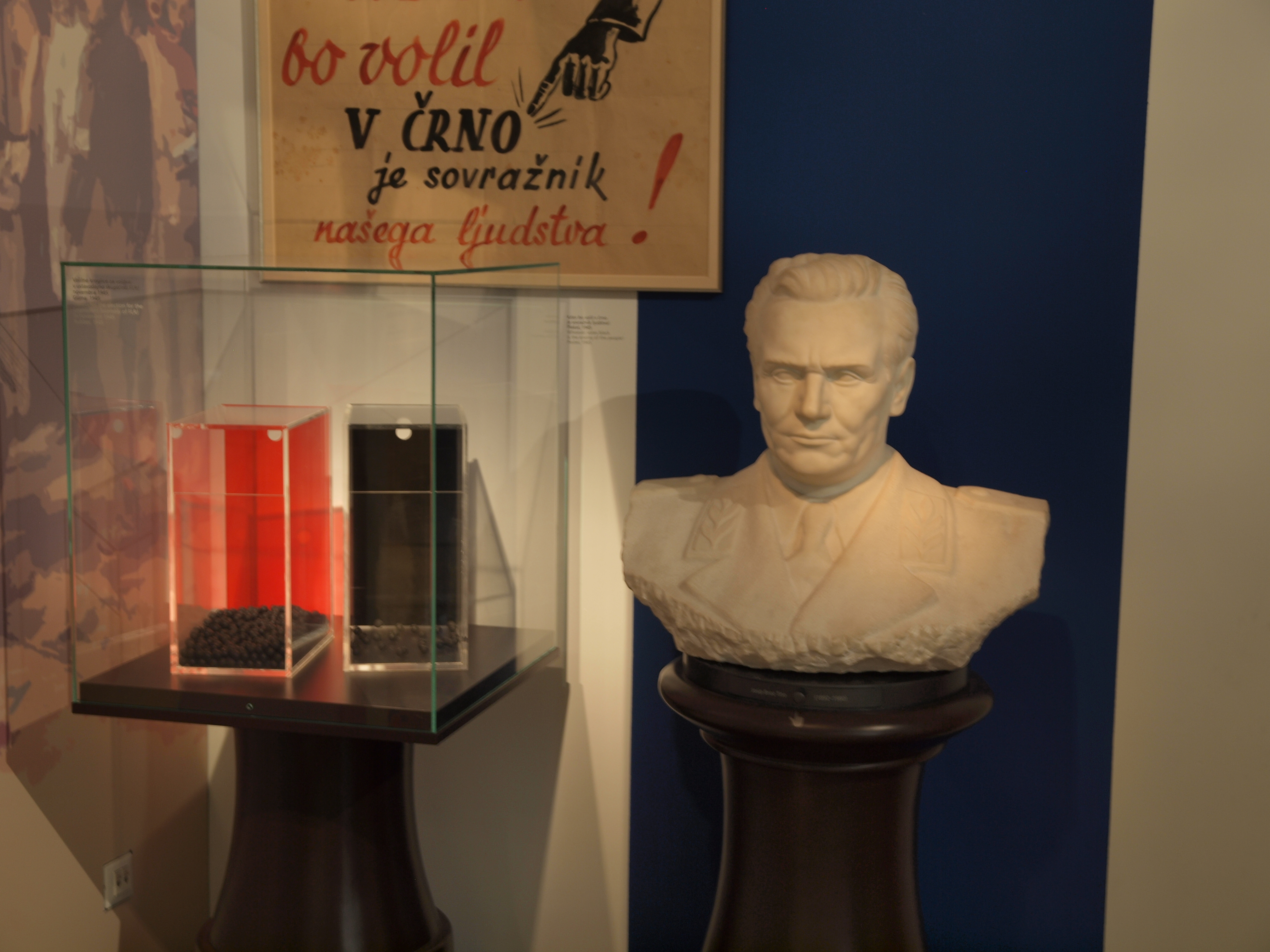
位于今日斯洛文尼亚境内的一处博物馆内，陈列着铁托的雕像和一个投票箱。海报上写着：“投黑票的人就是我们人民的敌人！”。

本次选举采用南斯拉夫临时议会批准的投票制度。铁托称，这种制度“是南斯拉夫前所未有的最民主的制度”，并保证允许反对派参选。除了“叛徒”以外，年满18周岁的南斯拉夫公民都可以投票。政府宣称“叛徒”占选举人总数的3%，而反对派认为实际比例比这还高。
当时的南斯拉夫选举法把议会分为两院，其中联邦议会有354个席位，国家议会有175个席位。候选人每获得4万张普选票，即可获得一席联邦席位。投票使用两个橡皮球进行。为保证选举过程秘密，选民须把双手都伸入箱中，拿出标有所支持党派的皮球，放入投票箱。
尽管反对派抵制进而拒绝参加这次选举，选举法修正后，投票站仍然设有为反对派设置的投票箱。

## 选举过程
南斯拉夫人民阵线主要由该国战前成立的政党组成，其选举口号是“确保我们的胜利”。
反对派主要由保皇派组成，受塞尔维亚和克罗地亚选民的广泛支持。尽管如此，他们声称遭到威胁，故没有参与这次选举。反对派开办的《民主》报纸也在选举前一星期关闭，政府给出的理由，是该报纸打击南斯拉夫军队的士气以及鼓励外国势力干预选举。

## 后续影响
这次选举过后18天，即1945年11月29日，已在议会占尽优势的南斯拉夫共产主义联盟成功推翻了君主制，改国号为南斯拉夫联邦人民共和国，开始了长达40多年的社会主义时代。在接下来历次议会选举中，选民只有同意或反对南斯拉夫人民阵线推出的候选人的权利。